# 董其武
董其武（1899年11月27日—1989年3月3日），男，山西河津人，國民革命軍中將，中华民国青天白日勋章获勋者，中國人民解放軍上將。

1924年在刘镇华的镇嵩军任排长，不久先后任国民军第二军第八混成旅二团排长、连长、营长和第九混成旅旅部中校副官长。1926年冬到武汉参加国民革命军第四军，先后任少校侦察队队长，北伐先遣纵队支队长。参加过北伐战争。1928年秋到天津，入傅作义部，任天津警备司令部参谋、干部政治训练所队长、第四路军第三十师八十九团中校团副、团长，陆军第二十八师四三六团上校团长、第三十五军第六十八师二一八旅少将旅长。抗日战争时期，任三十五军第一〇一师中将师长、暂编第四军军长、骑兵第四军军长、第三十五军军长。第二次国共内战时期，任第12战区政治部主任兼晋陕绥边区总司令部副总司令、张家口警备总司令，綏遠省政府主席兼保安司令和驻绥部队指挥所主任。
1949年9月19日，宣布绥远和平解放。中华人民共和国成立后，任绥远军政委员会副主席、绥远省人民政府主席、中国人民解放军绥远省军区副司令员、中国人民志愿军第23兵团司令员、中国人民解放军第69军军长、中国人民政治协商会议第五、六届全国委员会副主席等职。

## 生平

### 早年军旅生涯
1919年考入閻錫山創辦的學兵團，1923年入斌业专门学校。1924年開始從軍，先在劉鎮華镇嵩军任排长。不久由西安赴洛阳，参加国民军第二军，先后任第八混成旅二团排长、连长、营长和第九混成旅旅部中校副官长。1926年冬，董其武到武汉参加国民革命军第四军，先后任少校侦察队队长，北伐先遣纵队支队长，參加北伐战争。
1928年秋，董其武到天津，入傅作义部，任天津警备司令部参谋。1929年秋，在傅作义主办的干部政治训练所任队长。1930年4月起先后任国民革命军第四路军第三十师八十九团中校团副、团长，陆军第二十八师四三六团上校团长。1933年5月，在长城抗战中，董其武率四三六团于怀柔以西地区连续击退日军进攻。1936年初，董其武任国民革命军第三十五军第六十八师二一八旅少将旅长，同年冬参加绥远抗战。

### 抗日战争与第二次国共内战时期
七七事变后，董其武曾率部攻克被日军占据的商都城。后参加忻口、太原会战，并在战役中负伤。1937年冬，任三十五军第一〇一师中将师长，率部与八路军120师相互配合打击同蒲路地区之日伪军。1939年12月，参加由傅作义组织指挥的包头、绥西、五原战役。1940年起任暂编第四军军长，1941年任骑兵第四军军长。1944年1月，董其武任陆军第三十五军中将军长。1945年3月至6月到重庆入陆军大学将官班甲级第二期学习。毕业后，董其武任第十二战区政治部主任兼晋陕绥边区总司令部副总司令。
1946年1月1日，董其武獲頒青天白日勳章:7943。10月，董其武任张家口警备总司令、綏遠省政府主席兼保安司令和驻绥部队指挥所主任，1949年任西北军政长官公署中将副长官。
平津战役后，接受中国共产党和平解决绥远问题的主张。1949年9月19日，董其武在包头宣布绥远省和平解放，即九·一九起义，任绥远军政委员会副主席。

### 中华人民共和国成立后
1949年12月，董其武任绥远军政委员会副主席、绥远省人民政府主席、中国人民解放军绥远省军区副司令员、第二十三兵团司令员。1951年参加朝鲜战争，任中国人民志愿军第23兵团司令员，负责修建北方机场工作，同年冬回国。1953年3月任中国人民解放军第69军军长，1953年至1955年任华北行政委员会委员。1955年，董其武被授予上将军衔和一级解放勋章。
「文革運動」開始之後，董其武主动要求离职。1968年，毛泽东批示：「把董其武接回休息，把他的小汽车也调来，一切生活待遇不变」。1980年，董其武已年过八十，却再次递交入党申请书。中央统战部负责人到家对他说：「过去你虽没有履行入党手续，但早是一名合格的共产党员了。推迟你办理入党手续的缘由是，考虑到你的社会地位，认为你留在党外比党内对工作更为有利。」1982年12月，总政治部批准他为党员，党龄从两年前算起，董其武写诗称道：「欣逢盛世开太平，愿为苍生献此生。行见华夏乐小康，更期世界跻大同。」1980年1月24日正式加入中国共产党。
董其武曾任中华人民共和国第一、二、三届国防委员会委员，第一、二、三届全国人民代表大会代表，第四、五届全国人民代表大会常务委员会委员，中国人民政治协商会议第一届全国委员会委员，第三、四届全国委员会常务委员，1981年12月起任中国人民政治协商会议第五、六届全国委员会副主席。1988年7月被授予胜利功勋荣誉章。1989年3月3日，董其武在北京逝世。

## 荣誉
- 青天白日勋章（1946年1月1日批准[16]）
- 四等宝鼎勋章（1946年12月26日批准[17]）

## 家庭
夫人姚清秀，1910年12月26日生，河南开封人。1926年2月在河南开封结婚。1985年2月5日病逝。二人子女：董都祥、董建民、董健申、董兰翔、董利翔、董济民。
外孙女李洁于1979年同第十世班禅额尔德尼结婚，三年后得女儿仁吉旺姆。